# Margalida Crespí
Margalida Crespí, född den 15 augusti 1990 i Palma de Mallorca, Spanien, är en spansk konstsimmare.
Hon tog OS-brons i lagtävlingen i konstsim i samband med de olympiska konstsimstävlingarna 2012 i London.